# Зелёная киргизская совка
Зелёная киргизская совка (лат. Isochlora maxima) — ночная бабочка из семейства совок.

## Описание
Размах крыльев составляет 46 — 48 мм. Как и другие виды своего рода, распространена в Средней и Центральной Азии, в Казахстане, Киргизии и в сопредельных с ними странах. Бабочки развиваются в одном поколении в год. Летают высоко в горах. Биология вида практически не изучена.